# Agnieszka Dubrawska
Agnieszka Tamara Dubrawska-Żalińska (Danzica, 12 dicembre 1958) è un'ex schermitrice polacca, vincitrice di una medaglia d'argento ai campionati mondiali di scherma.